# Barbe-bleue
Barbe-bleue is een absurdistische en komische opéra-bouffe in drie bedrijven van Jacques Offenbach op een libretto van Henri Meilhac en Ludovic Halévy, losjes gebaseerd op het dramatische sprookje Blauwbaard van Charles Perrault. De wereldpremière vond plaats op 5 februari 1866 in het Théâtre des Variétés te Parijs.

## Inhoud
Prins Saphir is verliefd op het bloemenmeisje Fleurette. Hij vermomt zich als herder en maakt haar het hof. Fleurette houdt van Saphir, maar ze klaagt dat hij haar nog geen aanzoek heeft gedaan. Ook dorpsmeisje Boulotte heeft haar zinnen op Saphir gezet, maar hij wijst haar af.
De "excentrieke"/krankzinnige/machtswellustige Koning Bobèche wilde destijds niet dat een vrouw zijn troon zou erven, dus heeft hij zijn dochter Hermia laten wegbrengen naar een onbekende toen ze drie jaar oud was. Nu zijn zoon zijn eigen weg is gegaan, denkt hij weer aan Hermia, en hij geeft graaf Oscar opdracht haar te vinden. Oscar ontmoet zijn oude vriend Popolani, de alchemist van de ook al "excentrieke" ridder Blauwbaard, die op zoek is naar alwéér een nieuwe maagdelijke echtgenote voor zijn heer. Bij een loting wint Boulotte, hoewel haar maagdelijkheid zeer twijfelachtig is. Oscar ontdekt dat Fleurette in feite prinses Hermia is en neemt haar mee naar het paleis.
Nu hij weet dat Fleurette en Hermia een en dezelfde zijn, maakt ook Saphir zich bekend en men begint de bruiloft plannen. Ondertussen laat de koning bij een grote wereldbol op megalomane manier blijken dat hij zichzelf als enige ziet die de hele wereld kan regeren. Als de koningin verschijnt bind hij echter plots in.
De koning is blij zijn dochter weer te zien, en heeft al een echtgenoot uitgezocht. Dat bevalt de prinses helemaal niet; ze breekt het paleis af. Totdat ze ziet dat het prins Saphir is. De prins maakt kennis met de koning, en met diens traagheid van begrip, en zijn spontane aanvallen van krankzinnigheid. De koning wil zijn huwelijk als goed voorbeeld gebruiken, maar daar is zijn echtgenote het duidelijk niét mee eens. Ze weigert hem te kussen, en zij en Hermia gaan kwaad weg. "Dat is nou mijn gelukkige gezin", klaagt de koning tegen de prins. Het schrikt de prins niet af, al is hij wel verbaasd.
Aan het einde van het eerste bedrijf houd de koning een handkus-defilé. Blauwbaard heeft dan net Boulette als zijn zesde vrouw voorgesteld. Als boerenmeid heeft ze zoiets nog nooit meegemaakt en begrijpt de bedoeling van het defilé "enigszins" verkeerd. Ze beledigt het koningspaar. De aanwezigen zijn geschokt door haar brutale optreden. Het is een groot schandaal, waar de koning ook slachtoffer van wordt. (Maar wellicht vindt hij het eigenlijk wel leuk, dat is niet duidelijk. In ieder geval is hij niet kwaad.) De scène eindigt dan ook in een wilde chaos.
Op het daarna volgende bruiloftsfeest zijn Blauwbaard en Boulotte ook aanwezig, en bij het zien van Hermia wordt hij gelijk verliefd op haar. Hij geeft alchemist Popolani opdracht Boulotte te vergiftigen, zoals hij ook met de andere vijf gedaan heeft. Popolani is hier niet blij mee, maar hij heeft geen keus. Blauwbaard neemt Boulotte mee naar het mausoleum waar zijn vijf eerdere vrouwen begraven liggen, en zegt dat zij de zesde wordt. Popolani laat haar met een list het "gif" drinken, waarna ze "dood" neervalt. Blauwbaard is tevreden. Hij kan het ook niet helpen dat hij van álle vrouwen houdt, zo zingt Blauwbaard (en maar met één getrouwd kan zijn). Popolani heeft echter een ingenieus elektrisch apparaat gemaakt, waardoor de effecten van het "gif"(slaapmiddel) ongedaan gemaakt worden; en hij wekt haar weer tot leven als Blauwbaard weg is. Daarna draait hij de muur van het mausoleum weg en toont een boudoir waar de vijf eerdere vrouwen van Blauwbaard in luxe leven. Boulotte zou zich bij hen moeten voegen, om nooit meer buiten te komen. Ze heeft daar geen zin in, en voor Popolani is de maat ook vol; hij en de vijf vrouwen beramen een plan om Blauwbaard een lesje te leren.
Ook graaf Oscar heeft van paranoïde koning Bobèche al verschillende mannen uit de weg moeten ruimen. Wanneer de koning maar even dacht dat een man een beetje te veel aandacht voor koningin Clémentine had, moest Oscar hem vermoorden. Ook Oscar heeft de opdrachten niet uitgevoerd, en houdt vijf mannen die dood gewaand worden verborgen in een kasteel. Bobeche is steeds kwaad in plaats van verdrietig dat hij wéér de verkeerde heeft laten verdwijnen.
Blauwbaard verwacht van Bobeche toestemming om dezelfde dag nog met Hermia te trouwen; al heeft de koning soms aanvallen van krankzinnigheid, nu beseft hij heel goed dat zijn dochter het zevende slachtoffer gaat worden. Dus hij weigert. Maar Blauwbaard chanteert hem: hij dreigt met zijn leger en kanonnen het kasteel aan te vallen. Aangezien de koning al zijn eigen kanonnen heeft laten omsmelten tot ruiterstandbeelden van zichzelf, kan hij zich dus niet verdedigen. Saphir daagt Blauwbaard uit tot een duel, maar wordt door hem doorboord. De koning heeft is nu wel gedwongen om Blauwbaard zijn zin te geven.
De gedwongen bruiloft wordt dus in gang gezet, maar in zeer bedrukte sfeer. Na de huwelijksvoltrekking wil Blauwbaard nader kennismaken, maar prinses Hermia is natuurlijk nog steeds bedroefd om haar droomprins, zegt niet van Blauwbaard te houden, en loopt kwaad weg. Blauwbaard is uiteraard verontwaardigd in plaats van begripvol, en beklaagd zich bij de koning. Om de gemoederen te bedaren op het bruilofts"feest" verschijnen er een stel gemaskerde zigeuners die de toekomst zullen voorspellen. Het zijn Boulotte en de andere vrouwen van Blauwbaard, de vijf mannen waarvan Bobèche denkt dat ze dood zijn, en prins Saphir, die ook niet dood is. Boulotte onthult de misdaden van Blauwbaard en de koning publiekelijk, en de ontsteltenis is dan ook groot als ze onthullen wie ze zijn. De koning en Blauwbaard vragen om vergeving. Blauwbaard vindt zich ook te oud worden om iedere keer nieuwe vrouwen te vinden, en hij vraagt Boulotte bij hem te blijven; Saphir trouwt met Hermia en de vijf vrouwen trouwen met de vijf mannen. Popolani heeft alles belangeloos gedaan en heeft kennelijk geen behoefte om te trouwen.

## Uitvoeringen
Regisseur en Offenbach-liefhebber Walter Felsenstein bracht in 1963 een Duitstalige versie op de planken. In Parijs was deze niet zo'n succes, maar in vele andere steden wel, tot aan Moskou en Tokio toe. Bijna 30 jaar en 369 uitvoeringen later werd deze wereldtournee beëindigd. Deze uitvoering is ook op dvd verschenen en werd opgenomen te Babelsberg in de DDR in 1973.  Deze uitvoering volgt het origineel het best, ook wat betreft historische kleding/decors. In deze uitvoering zijn de meeste personen in het paleis sterke karikaturen. Hoewel de hoofdrol voor Blauwbaard is, steelt de koning eigenlijk de show. Middels deze knotsgekke koning wordt de Franse keizer bespot.
Offenbachs operette is nog steeds redelijk populair en wordt regelmatig opgevoerd, ook in Nederland en België.

## Recensies
"Komedie in een driedubbel uitvergroot jasje". "Een heerlijk vermakende avond Offenbach. Ook voor veel jongeren" "een overvloed van verrukkelijke melodieën" "dit is niet alleen opera of komedie of parodie; het is subliemer dan dat. Het is die wonderlijke glinsterende wereld, vol levens-waarheid, dat grenst aan grootse lotsbestemmingen en allesoverheersende humor"

## Trivia
In 1911 schreef componist Bela Bartok een korte opera in één akte over dit sprookje, maar dan niet in vrolijke zin. Het is een griezel-opera, zonder goede afloop.
Ba-ta-clan (1855) · 
Les deux aveugles (1855) ·
La bonne d'enfant (1856) ·
Le mariage aux lanternes (1857) ·
Orphée aux Enfers (1858) · 
Geneviève de Brabant (1859) ·
Daphnis et Chloé (1860) ·
M. Choufleuri restera chez lui le ... (1861) · 
Le pont des soupirs (1861) · 
La belle Hélène (1864) · 
Barbe-bleue (1866) · 
La vie parisienne (1866) ·
La Grande-Duchesse de Gérolstein (1867) · 
Robinson Crusoé (1867) · 
L'île de Tulipatan (1868) · 
La Périchole (1868) ·
Les brigands (1869) ·
Pomme d'Api (1873) ·
Bagatelle (1874) ·
Le voyage dans la lune (1875) ·
Madame Favart (1878) · 
La fille du tambour-major (1879) ·
Les contes d'Hoffmann (1880—onvoltooid)